# Sex bez penetrace

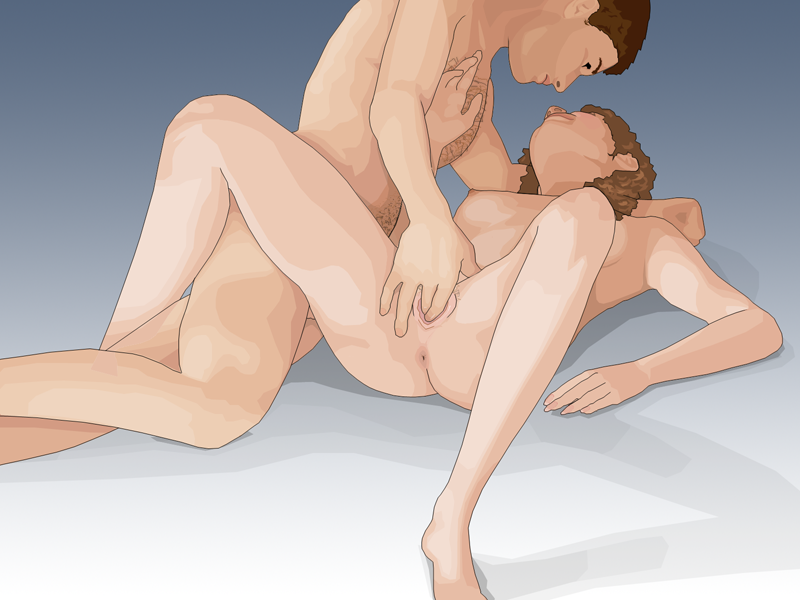
Sex bez penetrace

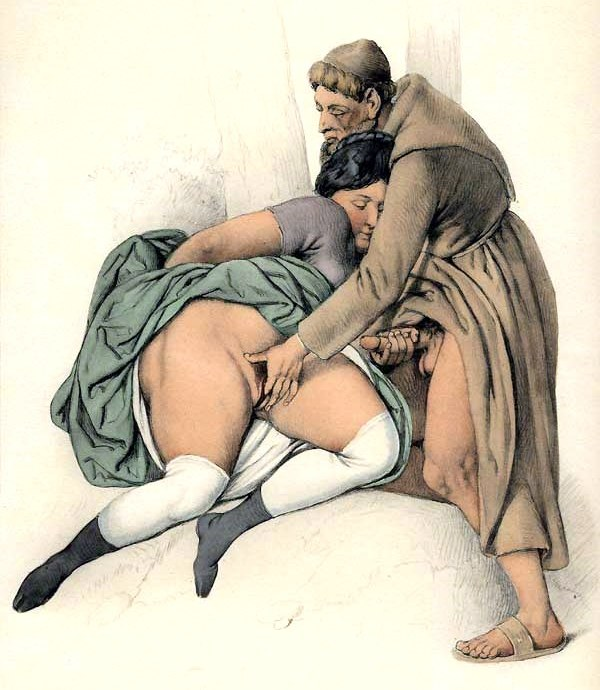
Vzájemná masturbace; Johann Nepomuk Geiger, akvarel, 1840.

Sex bez penetrace je způsob sexuálního chování, kdy nedochází ke vnikání (penetraci) obvykle penisu do tělesných dutin. Tento způsob sexuality se považuje za méně agresivní, nikoliv však méně závažný z pohledu forenzní sexuologie, než penetrační pohlavní styk.

## Způsoby nepenetračního sexuálního styku
Nejčastější způsob nepenetračních sexuálních technik je masturbace, petting, sumata, felace (méně častá je autofelace), cunnilingus, anilingus (rimming).

## Význam nepenetračních sexuálních technik v lidské sexualitě
Nepenetrační sexualita patří do rejstříku normálního sexuálního chování a provází lidskou sexualitu po celý aktivní sexuální život, ať ve formě běžné součástí pohlavního styku, kdy předchází nebo se střídá s technikami penetračními, nebo ve formě zpestření bez nutné následné penetrace. Problémem se stává ve chvíli, kdy je u zdravého jedince či páru dominantní (výhradní) sexuální aktivitou (neplést s náhražkovou sexuální aktivitou), nebo v případě, že jde o nedobrovolné aktivity v páru (delikventní sexualita).[zdroj⁠?!]

## Kulturní konsekvence nepenetrační sexuality
V některých kulturách je nepenetrační způsob sexuality považován za „nesexuální“ a tedy společensky nekonfliktní a zcela přijatelný způsob chování (centrální Afrika). V jiných kulturách, především s výrazným náboženským vlivem, jde o techniky obecně nepřijatelné („nepřirozené“, „nedůstojné“, „ponižující“) a delikventní i v manželské sexualitě. V těchto zemích jsou pak tyto aktivity delikventní i u nesezdaných párů (předmanželská sexualita je trestná).